# Colonești (Bacău)
Pour l’article homonyme, voir Colonești (Olt).
Colonești est une commune roumaine située dans le județ de Bacău.